# Punta de Saint-Mathieu
La punta de Saint-Mathieu (del francés: 'Pointe Saint-Mathieu') es un cabo localizado en la costa atlántica de Francia, en el departamento de Finisterre, en los alrededores de Brest. 
Destaca por su importancia histórica: sobre ella se encuentra una abadía benedictina en ruinas, el faro de Saint-Mathieu, altura de 37 metros y visible a 29 millas, así como un monumento nacional a los caídos en el mar. Además está rodeado por búnkeres alemanes de la Segunda Guerra Mundial todavía visitados.